# Cantharolethrus azambrei
Cantharolethrus azambrei is een keversoort uit de familie vliegende herten (Lucanidae). De wetenschappelijke naam van de soort is voor het eerst geldig gepubliceerd in 1897 door Boileau.